# Tillandsia wurdackii
Tillandsia wurdackii är en gräsväxtart som beskrevs av Lyman Bradford Smith. Tillandsia wurdackii ingår i släktet Tillandsia och familjen Bromeliaceae. Inga underarter finns listade i Catalogue of Life.